# Электроника Т3-29
«Электроника Т3-29» (15ВУМС-32-001) — семейство советских вычислительных управляющих микросистем (ВУМС) и профессиональных персональных ЭВМ.
Разрядность процессора 16 бит. Процессор сделан на основе секционированного микропроцессорного набора с изменяемой микропрограммой серии К585/К589 (аналог Intel 3000 Family). Система команд процессора имела 139 инструкций и сделана совместимой с системой команд компьютера Hewlett-Packard 9830.
Компьютер состоял из системного блока интегрированного с QWERTY-клавиатурой и двумя автоматическими накопителями на магнитной ленте на базе компакт-кассет. Видеоконтроллер с ЭЛТ-дисплеем (марка «МС 6101.00») находились в отдельном корпусе. Оба корпуса изготавливались из штампованного железа, на экране дисплея была несъемная металлическая сетка выполнявшая антибликовые и экранирующие функции.
Операционная система остутствовала, в ПЗУ компьютера был прошит интерпретатор языка модифицированный Бейсик.
Разработка и начало выпуска — начало 80-х годов. Выпускались разновидности «Электроника Т3-29», «Электроника Т3-29М» и «Электроника Т3-29МК» (последняя — с 1984 года). Сборка системного блока осуществлялась на Выборгском приборостроительном заводе. В документах, в качестве производителя был указан Выборгский завод рентгеновских аппаратов.

## Характеристики Электроника Т3-29М
- Быстродействие: 500 тыс. оп/сек.
- Объём ОЗУ: от 128 до 256 кБайт.
- Объём ПЗУ: 64 кБайт (на базе микросхем К573РФ2).
- Ёмкость стандартной компакт-кассеты: 72 кБайт.
- Дисплей: монохромный, без полутонов. Размер видимой области 220*140 мм.
  - Текстовый режим: 25*80 символов, формат символа 5х7 пикселей, знакогенератор прошит в ПЗУ видеоконтроллера.
  - Графический режим: 512*256 пикселей.
- Вес системного блока: около 25 кг.
- Вес дисплея: около 30 кг.

Имелись разъемы расширения для подключения дисководов и других периферийных устройств. Компьютер оснащался последовательным асинхронным интерфейсом ИРПС.
Т3-29МК комплектовался дисководом для чтения 8 дюймовых дискет на 160/320 кб производства Армении.
Графический дисплей появился только в модели Т3-29М (на фото), модель Т3-29 имела обычный, алфавитно-цифровой дисплей 25*80 и один кассетный накопитель. Система программирования машин 29 и 29М также отличались принципиально: в 29 был некий бейсикоподобный код, в варианте М — более-менее полноценный Бейсик. По сути это были совершенно разные компьютеры.
В 1985 году для Т3-29МК был разработан модуль расширения, позволявший загружать MS-DOS.

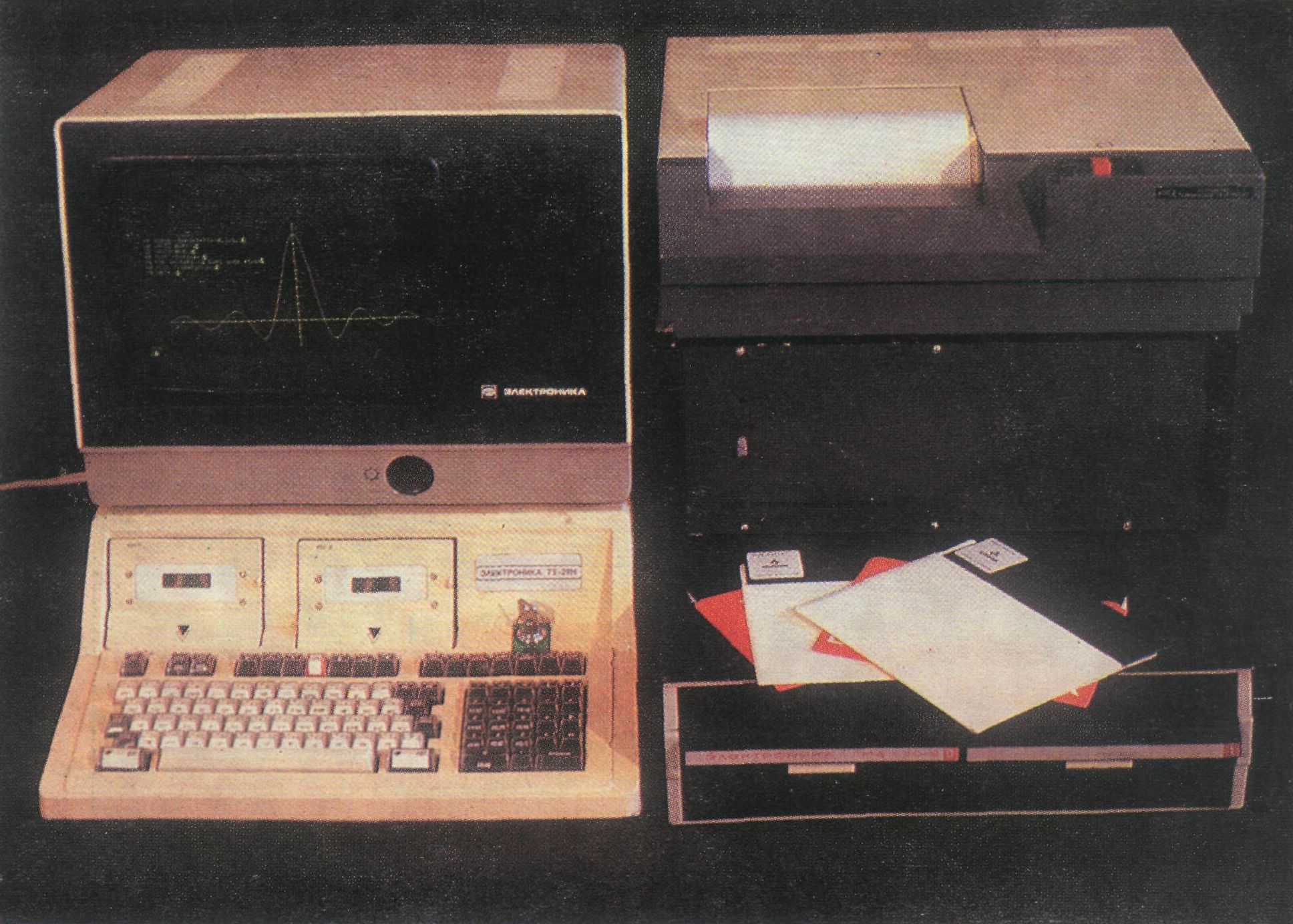
«Электроника Т3-29М»